# Бор (Нюксенский район)
Бор — деревня в Нюксенском районе Вологодской области.
Входит в состав Городищенского сельского поселения, с точки зрения административно-территориального деления — в Космаревский сельсовет.
Расстояние до районного центра Нюксеницы по автодороге — 40,5 км, до центра муниципального образования Городищны по прямой — 1,8 км. Ближайшие населённые пункты — Городищна, Жар, Шульгино, Козлово, Лопатино, Нижняя Горка, Быково.
По переписи 2002 года население — 107 человек (51 мужчина, 56 женщин). Преобладающая национальность — русские (99 %).